# 蔡力
蔡力（1987年8月14日—），浙江金华人，中国男子游泳运动员。

## 生平
2008北京奥运会中国体育代表团成员。主攻短距离自由泳。
2010年，蔡力退役，后返回浙江省队任职游泳教练。

## 运动经历
- 2000年 浙江省体育训练一大队 教练楼霞
- 2005年 中国国家队 教练徐国义

## 主要成绩
- 2004年 全国游泳游泳锦标赛 200米自由泳 第一名
- 2004年 全国游泳游泳锦标赛 4×100米混合泳接力 第一名
- 2005年 全国运动会 50米自由泳 第一名
- 2005年 全国运动会 100米自由泳 第三名
- 2005年 全国运动会 4×100米自由泳接力 第一名
- 2005年 全国运动会 4×200米自由泳接力 第一名
- 2005年 东亚运动会 50米自由泳 第一名
- 2006年 亚洲运动会 50米自由泳 第三名
- 2006年 亚洲运动会 4×100米自由泳接力 第二名
- 2006年 亚洲游泳锦标赛 50米自由泳 第一名
- 2007年 全国城市运动会 50米自由泳 第一名
- 2007年 浙江省十佳运动员[2]
- 2008年 全国游泳冠军赛暨奥运选拔赛 50米自由泳 第一名
- 2009年 全国游泳冠军赛 50米自由泳 第一名

## 主要记录
- 亚洲纪录 48.03 2005年全国短池游泳锦标赛 100米自由泳
- 亚洲纪录 3:17.07 2008年全国游泳冠军赛 4×100米自由泳接力
- 亚洲纪录 3:16.16 2008年北京奥运会 4×100米自由泳接力